# Чёрная роза (фильм, 2014)
«Чёрная роза» (англ. Black Rose) — криминальный боевик Александра Невского. Премьера состоялась 17 апреля 2014 года. Бюджет фильма — $7 млн.

## Сюжет
В Лос-Анджелесе происходит серия загадочных убийств русских девушек. Убийца каждый раз оставляет чёрные розы на месте преступления. Американские стражи порядка не в силах поймать преступника. Для помощи американцам в поимке преступника из России прибывает московский полицейский Влад Казатов (Александр Невский), который вместе со своей американской напарницей Эмили Смит (Кристанна Локен) приступает к расследованию.

## В ролях
| Актёр             | Роль                                        |
| ----------------- | ------------------------------------------- |
| Александр Невский | майор Влад Казатов, полицейский из Москвы   |
| Кристанна Локен   | Эмили Смит, американская напарница Казатова |
| Эдриан Пол        | Мэтт Робинсон                               |
| Роберт Дави       | капитан Делано                              |
| Оксана Сидоренко  | Сандра                                      |
| Ольга Родионова   | Наталья                                     |
| Алексей Анненков  | Василий Никитин                             |
| Роберт Мадрид     | Антонио Бануэлос                            |
| Полина Буторина   | заложница в банке                           |
| Маттиас Хьюз      | главарь банды грабителей банка              |
| Эммануил Виторган | полковник Громов                            |
| Брайан Калле      | сотрудник банка                             |
| Дмитрий Бикбаев   | официант                                    |
| Андрей Бажин      | переговорщик                                |

## Отзывы
Фильм оказался провальным как по кассовым сборам (менее $900 тысяч при бюджете $7 миллионов), так и по отзывам зрителей, критиков и блогеров. Большинство рецензентов отмечали низкое качество съёмки и спецэффектов, вторичность и абсурдность сценария, огромное количество клише из боевиков 1980—1990-х годов (вплоть до покадрового повторения сцен из фильмов «Кобра», «Красная жара», «Без компромиссов» и др.), а также отсутствие актёрской игры Александра Невского.